# Juncus murbeckii
Juncus murbeckii là một loài thực vật có hoa trong họ Juncaceae. Loài này được Sagorski mô tả khoa học đầu tiên năm 1902.